# Gabriela Kloudová
Gabriela Kloudová (* 3. února 1982) je česká politička.

## Politická činnost
V letech 2010 až 2014 působila jako členka ODS v pažském zastupitelstvu, i když z ODS odešla a v roce 2013 kandidovala za stranu Jany Bobošíkové Hlavu vzhůru – volební blok. Od roku 2014 pracovala na úřadu místopředsedy vlády pro vědu, výzkum a inovace. Od roku 2021 je ředitelkou kabinetu ministra spravedlnosti Pavla Blažka.

## Osobní život
V roce 2020 se stala manželkou Jana Hamáčka.